# Presidential Lakes Estates
 (août 2025).
Presidential Lakes Estates est une census-designated place située dans le comté de Burlington, dans l’État du New Jersey, aux États-Unis. Lors du recensement de 2020, elle compte 2 353 habitants.